# Guerra de Leyendas
Guerra de Leyendas es una promoción de lucha libre profesional con sede en Tuxtla Gutiérrez, Chiápas, y realiza eventos de lucha libre profesional en el estado. Además del estádo de Chiápas, la empresa se ha presentado en sitios como Nuevo Laredo, Tamaulípas y ciudades fuera de México como Laredo y McAllen, Texas.

## Historia
Surge en el año 2013 como fruto de la visión de un grupo de empresarios locales realizando su primera función el día 4 de mayo del mismo año. A un año de su nacimiento se ha internacionalizado presentándose en la unión americana. Adoptando como sede la Arena Metropolitana de Tuxtla Gutiérrez, la empresa ha decidido expandirse al centro de la República Mexicana para el año 2014.